# Heilgeiststraße 88 (Stralsund)

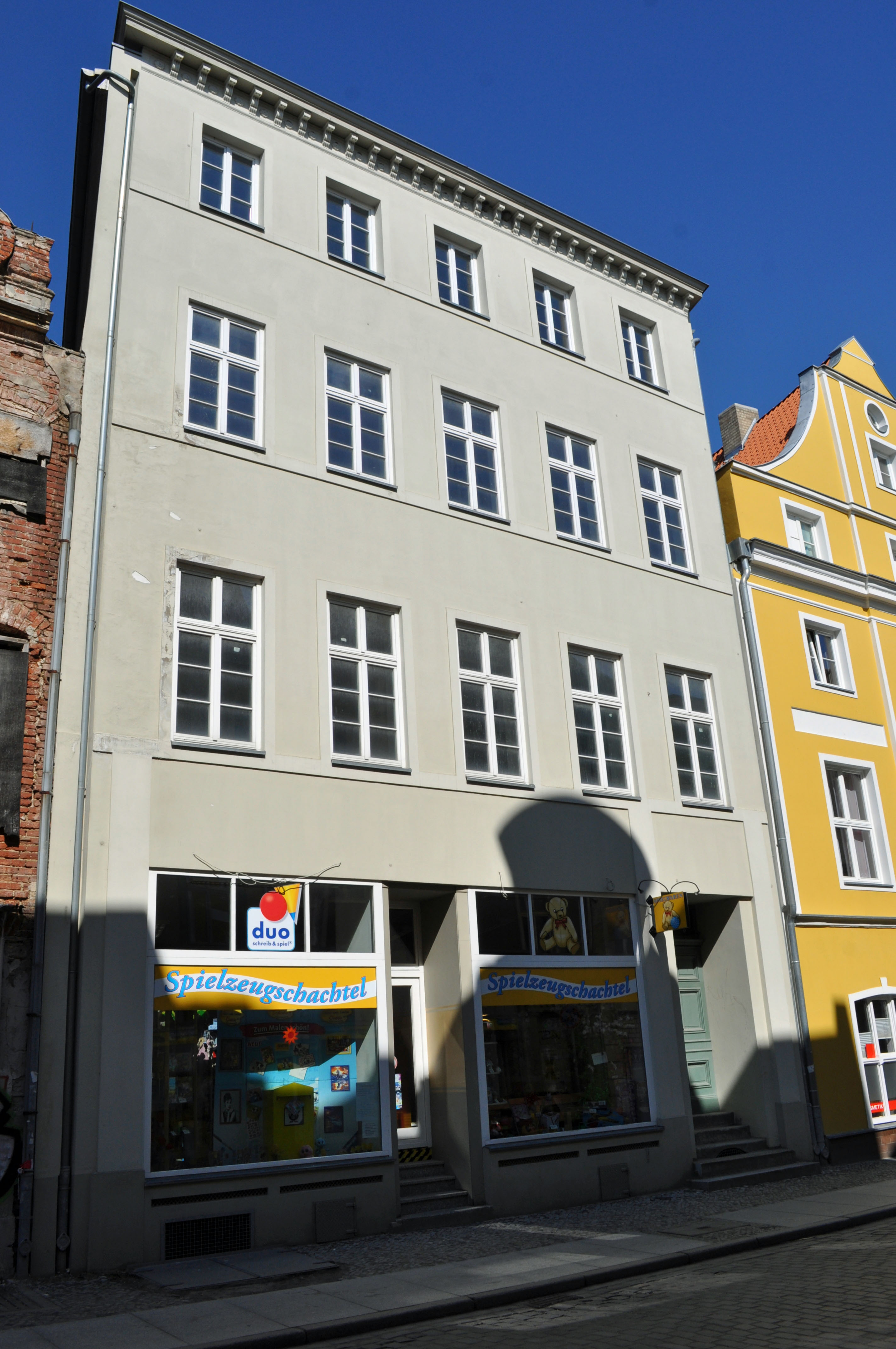
Das Haus Heilgeiststraße 88 in Stralsund (2012)

Das Gebäude mit der postalischen Adresse Heilgeiststraße 88 ist ein denkmalgeschütztes Bauwerk in der Heilgeiststraße in Stralsund.
Der viergeschossige und fünfachsige Putzbau mit Schweifgiebel wurde im dritten Viertel des 19. Jahrhunderts errichtet.
Die Fassade ist schlicht gestaltet. Ein Konsolgesims bildet den Abschluss.
Das Haus liegt im Kerngebiet des von der UNESCO als Weltkulturerbe anerkannten Stadtgebietes des Kulturgutes „Historische Altstädte Stralsund und Wismar“. In die Liste der Baudenkmale in Stralsund ist es mit der Nr. 345 eingetragen.